# Tiffany Colleman
Tiffany Colleman (Managua, 3 de agosto de 1994) es una ingeniera de sistemas y modelo nicaragüense. En 2019 se convirtió en la primera mujer trans en graduarse en Nicaragua como Ingeniería en sistemas con su nombre elegido. Además. es protagonista del documental Naci para ser Tiffany. En 2022 se convirtió en la primera nicaragüense en obtener la victoria en el concurso de belleza Miss Trans Star Internacional.

## Biografía
Tiffany Colleman nació en Managua, el 3 de agosto del año 1994. Estudió Ingeniera en Sistemas en la UNAN-Managua, y se convirtió en la primera mujer trans de Nicaragua en graduarse como Ingeniería en sistemas con su identidad de género elegida, lo que reafirmó la necesidad de una ley de identidad de género para el país.
Ha participado en diversos concursos de belleza obteniendo victorias como las de Miss Top Model Universitaria en 2012 en su casa de estudios donde inició su carrera como participante de concursos de belleza, en 2014 incursiono en El Fashion Week Nicaragua,  evento de modelaje más importante de Nicaragua.  Luego fue la ganadora de Miss Tabú 2017, celebrado en la disco con ese mismo nombre . Ese mismo año participó en la sexta edición de la pasarela de moda Expo Moda Nicaragua en el centro de convenciones del Hotel Holiday Inn, y protagonizó el cortometraje documental biográfico Nací para ser Tiffany, dirigido por Julissa Sánchez Quintanilla, y que obtuvo un galardón en la categoría Organizaciones y Colectivos de Derechos Humanos del Festival ¡Luces, cámara y educación! en Bolivia.
En 2019 obtuvo la corona en Miss International Queen Nicaragua, lo que le valió la participación en Tailandia, donde la organización que la patrocinó, Miss Gay Nicaragua, manifestó mediante una carta abierta el deseo de que Colleman fuese la primera mujer trans en participar en el concurso de belleza Miss Universe Nicaragua, al igual que lo hizo Ángela Ponce en España.
Luego se Mudo al vecino país de Costa rica donde actualmente radica. En 2022 formo parte de la plataforma de moda más importante de Costa Rica como es el Fashion Week Costa Rica siendo la primera mujer trans nicaragüense en modelar en el extrangero, luego participó en el certamen Miss Trans Star Internacional, celebrado en el balneario de Santa Susanna de Barcelona, donde ganó la corona, y se convirtió en la primera nicaragüense en ganar este concurso de belleza de mujeres trans, sucediendo a la angoleña Ava Simões en el título. En la victoria la acompañaron la mexicana Ivanna Díaz como primera finalista, y la venezolana Sofía Colmenares, quien quedó como segunda finalista.

## Filmografía
- Nací para ser Tiffany (2017)

## Premios
- Miss Top Model Universitario (2012)
- Miss Américas (2013)
- Nuestra Belleza Nicaragua (2014)
- Miss Tabú (2017)
- Miss International Queen Nicaragua (2019)
- Miss Trans Star Internacional (2022)